# 神州龍屬
神州龍屬（意為「神州蜥蜴」）是種原始似鳥龍下目恐龍，生存於下白堊紀的中國。
正模標本（編號NGMC 97-4-002）發現於遼寧省北票市四合屯的義縣組的底部河相沖積層。這個標本由一個部份身體骨骼構成，位於一個砂岩岩塊內，這個標本的頭部位於軀幹之上，是標準的死亡姿勢。化石的以下部分遺失：後肢的末端部分、尾巴的末端部分、除了部分右手掌以外的前肢、以及胸帶。頭部被壓碎，頭部左側傾斜地露出。
神州龍僅有一個種，也就是模式種東方神州龍（S. orientalis），是由季強、彼得·馬克維奇（Peter Makovicky ）與馬克·諾瑞爾（Mark Norell）、姬書安等人在2003年敘述、命名。神州龍似乎比多鋸似鵜鶘龍（Pelecanimimus polyodon）更為衍化，但比似鳥身女妖龍（Harpymimus oklandikovi）原始。神州龍可從奇特的坐骨幹與腸骨的後尖端，來與似鳥身女妖龍作區別；也可從長度只有第二掌骨一半的第一掌骨，以及僅分布在齒骨聯合處的牙齒，來與除了似鳥身女妖龍以外的似鳥龍類做區別。正模標本的頭顱骨經測量為18.5公分。在神州龍胸腔部位發現了許多小卵石，可能作為胃石使用。

## 外部連結
- dinosaur.net.cn (includes images of specimen and a life restoration)